# Atletismo nos Jogos Olímpicos de Verão de 2008 - Lançamento de dardo masculino
A competição de Lançamento do dardo masculino nos Jogos Olímpicos de Verão de 2008 realizou-se entre os dias 21 e 23 de Agosto no Estádio Nacional de Pequim.
O padrão para classificação foi 64,50 m (padrão A) e 62,50 m (padrão B).

## Medalhistas
| Ouro   | NOR Andreas Thorkildsen |
| Prata  | LAT Ainārs Kovals       |
| Bronze | FIN Tero Pitkämäki      |

## Recordes
Antes desta competição, os recordes mundiais e olímpicos da prova eram os seguintes:
| Tipo | Atleta      | Distância | Local  | Data                   |
| ---- | ----------- | --------- | ------ | ---------------------- |
|      | Jan Železný | 98,48 m   | Jena   | 25 de maio de 1996     |
|      | Jan Železný | 90,17 m   | Sydney | 23 de setembro de 2000 |

## Resultados

### Eliminatórias
Regra de qualificação: performance mínima de 82.50 (Q) e as 12 melhores seguintes (q) avançaram para a Final.
| #  | Grupo | Atleta                   | País                | #1    | #2    | #3    | Resultado | Notas |
| -- | ----- | ------------------------ | ------------------- | ----- | ----- | ----- | --------- | ----- |
| 1  | B     | Vadims Vasiļevskis       | LAT Letônia         | 83.51 |       |       | 83.51     | Q     |
| 2  | B     | Ilya Korotkov            | RUS Rússia          | 79.13 | 83.33 |       | 83.33     | Q     |
| 3  | B     | Tero Pitkämäki           | FIN Finlândia       | x     | 82.61 |       | 82.61     | Q     |
| 4  | B     | Tero Järvenpää           | FIN Finlândia       | 77.76 | 82.34 | -     | 82.34     | q     |
| 5  | B     | Vitezslav Veselý         | CZE República Checa | x     | 78.93 | 81.20 | 81.20     | q, PB |
| 6  | A     | Scott Russell            | CAN Canadá          | 80.42 | -     | -     | 80.42     | q     |
| 7  | A     | Ainārs Kovals            | LAT Letônia         | x     | x     | 80.15 | 80.15     | q     |
| 8  | A     | Uladzimir Kazlou         | BLR Bielorrússia    | 77.07 | 80.06 | 78.41 | 80.06     | q     |
| 9  | B     | Andreas Thorkildsen      | NOR Noruega         | 79.85 | x     | -     | 79.85     | q     |
| 10 | A     | Teemu Wirkkala           | FIN Finlândia       | 79.79 | 78.89 | 75.81 | 79.79     | q     |
| 11 | A     | Jarrod Bannister         | AUS Austrália       | 79.79 | x     | 77.40 | 79.79     | q     |
| 12 | A     | Magnus Arvidsson         | SWE Suécia          | 79.70 | 75.35 | 76.07 | 79.70     | q     |
| 13 | A     | Ēriks Rags               | LAT Letônia         | 79.33 | x     | 77.97 | 79.33     |       |
| 14 | B     | Alexandr Ivanov          | RUS Rússia          | 75.73 | 73.89 | 79.27 | 79.27     |       |
| 15 | A     | Yukifumi Murakami        | JPN Japão           | x     | 78.21 | 76.29 | 78.21     |       |
| 16 | A     | Igor Janik               | POL Polônia         | 71.43 | 67.59 | 77.63 | 77.63     |       |
| 17 | A     | Park Jae-Myong           | KOR Coreia do Sul   | 76.63 | 75.61 | 74.25 | 76.63     |       |
| 18 | B     | Leigh Smith              | USA Estados Unidos  | x     | 74.18 | 76.55 | 76.55     |       |
| 19 | A     | John Robert Oosthuizen   | RSA África do Sul   | x     | 74.55 | 76.16 | 76.16     |       |
| 20 | B     | Stuart Farquhar          | NZL Nova Zelândia   | 76.14 | 75.51 | 73.87 | 76.14     |       |
| 21 | B     | Mihkel Kukk              | EST Estônia         | 63.42 | 70.55 | 75.56 | 75.56     |       |
| 22 | A     | Breaux Greer             | USA Estados Unidos  | 73.68 | -     | -     | 73.68     | SB    |
| 23 | B     | Chen Qi                  | CHN China           | 73.50 | x     | x     | 73.50     |       |
| 24 | A     | Ignacio Guerra           | CHI Chile           | 71.07 | 71.35 | 73.03 | 73.03     |       |
| 25 | B     | Mike Hazle               | USA Estados Unidos  | x     | 72.75 | 71.69 | 72.75     |       |
| 26 | A     | Sergey Makarov           | RUS Rússia          | x     | x     | 72.47 | 72.47     |       |
| 27 | B     | Ioannis-Georgios Smalios | GRE Grécia          | x     | 71.87 | 67.39 | 71.87     |       |
| 28 | A     | Anier Boue               | CUB Cuba            | 71.29 | 71.85 | x     | 71.85     |       |
| 29 | B     | Roman Avramenko          | UKR Ucrânia         | 71.64 | 70.68 | 71.10 | 71.64     |       |
| 30 | A     | Victor Fatecha           | PAR Paraguai        | 70.59 | 71.58 | 68.79 | 71.58     |       |
| 31 | B     | Matija Kranjc            | SLO Eslovênia       | 71.00 | x     | x     | 71.00     |       |
| 32 | A     | Stephan Steding          | GER Alemanha        | x     | 70.05 | x     | 70.05     |       |
| 33 | A     | Bobur Shokirjonov        | UZB Uzbequistão     | 69.54 | 66.29 | 68.29 | 69.54     |       |
| 34 | B     | Pablo Pietrobelli        | ARG Argentina       | 58.04 | 66.95 | 69.09 | 69.09     |       |
| 35 | B     | Alexander Vieweg         | GER Alemanha        | 67.49 | 66.37 | 67.39 | 67.49     |       |
| 36 | B     | Kolyo Neshev             | BUL Bulgária        | 66.00 | x     | x     | 66.00     |       |
| 37 | B     | Melik Janoyan            | ARM Armênia         | x     | x     | 64.47 | 64.47     |       |
| 38 | A     | Csongor Olteán           | HUN Hungria         | x     | x     | x     | NM        |       |

### Final
21 de Agosto 2008 - 19:20
| Rank              | Atleta              | País                | 1     | 2     | 3     | 4     | 5     | 6     | Resultado | Notas |
| ----------------- | ------------------- | ------------------- | ----- | ----- | ----- | ----- | ----- | ----- | --------- | ----- |
| Medalha de ouro   | Andreas Thorkildsen | NOR Noruega         | 84.72 | 85.91 | 87.93 | 85.13 | 90.57 | x     | 90.57     | OR    |
| Medalha de prata  | Ainārs Kovals       | LAT Letônia         | 79.45 | 82.63 | 82.28 | 78.98 | 80.65 | 86.64 | 86.64     | PB    |
| Medalha de bronze | Tero Pitkämäki      | FIN Finlândia       | 83.75 | x     | 80.69 | 85.83 | x     | 86.16 | 86.16     |       |
| 4                 | Tero Järvenpää      | FIN Finlândia       | 83.95 | x     | x     | x     | x     | 83.63 | 83.95     |       |
| 5                 | Teemu Wirkkala      | FIN Finlândia       | –     | 73.90 | 83.46 | x     | x     | 78.23 | 83.46     |       |
| 6                 | Jarrod Bannister    | AUS Austrália       | 83.45 | 80.59 | 82.20 | x     | x     | x     | 83.45     |       |
| 7                 | Ilya Korotkov       | RUS Rússia          | 82.54 | x     | 76.84 | 82.15 | x     | 83.15 | 83.15     |       |
| 8                 | Uladzimir Kazlou    | BLR Bielorrússia    | 82.06 | 77.57 | 74.09 | x     | x     | 75.36 | 82.06     | PB    |
| 9                 | Vadims Vasiļevskis  | LAT Letônia         | 76.75 | x     | 81.32 |       |       |       | 81.32     |       |
| 10                | Scott Russell       | CAN Canadá          | 80.90 | 78.02 | x     |       |       |       | 80.90     |       |
| 11                | Magnus Arvidsson    | SWE Suécia          | 79.85 | 79.57 | 80.16 |       |       |       | 80.16     |       |
| 12                | Vitezslav Veselý    | CZE República Checa | x     | x     | 76.76 |       |       |       | 76.76     |       |

Legenda
| Recorde mundial      | Recorde mundial (World record)               |                       | Recorde africano                      | Recorde africano (African) |                                           | Q | Classificado por posição (Qualified) |
| Recorde olímpico     | Recorde olímpico (Olympic record)            | Recorde da América    | Recorde da América (Americas)         | q                          | Classificado por melhor tempo (Qualified) |   |                                      |
| Melhor marca do ano  | Melhor marca do ano (World leading)          | Recorde asiático      | Recorde asiático (Asian)              | DNS                        | Não largou (Did not start)                |   |                                      |
| Recorde nacional     | Recorde nacional (National record)           | Recorde europeu       | Recorde europeu (European)            | DNF                        | Não terminou (Did not finish)             |   |                                      |
| Recorde pessoal      | Recorde pessoal do atleta (Personal best)    | Recorde da Oceania    | Recorde da Oceania (Oceania)          | DSQ / DQ                   | Desclassificado (Disqualified)            |   |                                      |
| Recorde da temporada | Recorde da temporada do atleta (Season best) | Recorde sul-americano | Recorde sul-americano (South America) | NM                         | Sem marca (No mark)                       |   |                                      |